# Paragomphus serrulatus
Paragomphus serrulatus – gatunek ważki z rodziny gadziogłówkowatych (Gomphidae). Występuje w Afryce Zachodniej i Środkowej – od Sierra Leone po północno-wschodnią Demokratyczną Republikę Konga.